# Noyers-Auzécourt
Noyers-Auzécourt è un comune francese di 247 abitanti situato nel dipartimento della Mosa nella regione del Grand Est.

## Società

### Evoluzione demografica
Abitanti censiti